# Münchhausen in Afrika
Münchhausen in Afrika ist eine deutsche Filmkomödie von Werner Jacobs aus dem Jahr 1958, die später auch unter dem Titel Unser Pauker ist der Beste gezeigt wurde. Neben dem Hauptdarsteller Peter Alexander, der auf dem Filmplakat mit den Worten „in urkomischen, musikalischen Abenteuern“ vorgestellt wurde, sind Anita Gutwell, Gunther Philipp, Franz Muxeneder, Roland Kaiser und Johanna König in tragenden Rollen zu sehen.
Die Uraufführung des Films fand am 17. Juli 1958 im Kino Lichtburg in Essen statt.

## Handlung
Peter von Münchhausen arbeitet als Musiklehrer in einer privaten Mädchenschule. Mit seinem berühmten Vorfahren, dem legendären Lügenbaron, hat er zumindest die blühende Fantasie gemeinsam, weniger dessen forsches Wesen. Nach einem verrückten, musikalischen Auftritt während des Geografieunterrichts, bei dem sein musikalisches Talent mit ihm durchgeht, wird Peter von der Schuldirektorin fristlos entlassen.
Mit einigen von ihm komponierten Musikstücken möchte Peter sich bei einem Fernsehsender vorstellen und gerät dabei aufgrund einer Verwechslung in die Live-Übertragung einer Fernsehsendung, in der er als Experte für afrikanische Musik vorgestellt wird. Mit viel musikalischem Geschick kann sich Peter aus dieser brenzligen Situation befreien und das Fernsehstudio fluchtartig wieder verlassen. 
Sein Fernsehauftritt bringt ihm aber eine weitere Anstellung bei der Bestseller-Autorin Karla Mai ein. Peter soll sie, ihren Sohn Karlchen, dem er Privatunterricht erteilt, und ihre Sekretärin Josefine als Reiseleiter nach Afrika begleiten. Josefine wird von dem in dieser Beziehung eher schüchternen Musiker verehrt, seit er sie zum ersten Mal gesehen hat. Bei seiner Ankunft in Nairobi trifft das Quartett zwei angebliche Großwildjäger, die ihre Hilfe anbieten. Bei den beiden handelt es sich aber in Wirklichkeit um die steckbrieflich gesuchten Gauner Revolver-Bill und Knacker-Jan. 
Mit Josefine, Karla und Karlchen Mai im Gefolge beginnt für Peter eine Serie dramatischer Abenteuer, in denen er es nicht nur mit wilden Tieren zu tun hat, sondern auch als Medizinmann auftreten muss, um die Tochter eines Stammeshäuptlings zu heilen. Schließlich gelingt es Peter, gemeinsam mit Karlchen, die beiden Gauner Bill und Jan dingfest zu machen und den Behörden zu übergeben. Am Ende seiner Afrika-Safari kann Peter nicht nur die Belohnung für die Gefangennahme der beiden Ganoven kassieren, sondern auch sein privates Glück mit Josefine feiern, deren Herz er erobert hat.

## Produktion

### Produktionsnotizen, Dreharbeiten, Hintergrund
Produziert wurde der Film von der Central Cinema Company Film (CCC-Film), vertrieben vom Prisma-Filmverleih. Die über zwei Monate langen Dreharbeiten fanden in Kenia und Tansania in der Umgebung von Nairobi und Arusha statt. Das Krokodil in einem Urwaldsee war eine Attrappe und wurde an einem Seil gezogen.
Für die Filmbauten trugen Emil Hasler, Paul Markwitz und Helmut Nentwig die Verantwortung.

### Lieder im Film
– jeweils geschrieben und komponiert von Heinz Gietz und Kurt Feltz
- O Josefin, die Nacht in Napoli (Peter Alexander)
- Wenn das die anderen wüssten (ei-jei-jei) (Peter Alexander)
- Das große Glückskarussell (Peter Alexander)
- Jassa Bobo (Peter Alexander)
- Probier dein Glück mit mir (Peter Alexander)

### Veröffentlichung
Nachdem der Film in der Bundesrepublik Deutschland am 17. Juli 1958 gestartet war, war er ab dem 13. April 1959 in Dänemark unter dem Titel Løgnebaronen på safari zu sehen und in Italien unter dem Titel Pic nic in Africa sowie in Rumänien unter dem Titel Münchhausen în Africa.
Der Film wurde von der Universum Film GmbH am 6. Oktober 2017 zusammen mit zwei weiteren Filmen von Peter Alexander auf der DVD „Erinnerungen an Peter Alexander“, Edition 2, herausgegeben. Zuvor hatte Universum Film den Film bereits am 28. August 2006 auf der DVD „Wirtschaftswunder Kino“ alternativ „Samstag Nachmittag Kinoh!“ veröffentlicht.
Der Soundtrack des Films wurde 1958 vom Musiklabel Polydor bei DADA-Records auf Schallplatte veröffentlicht.

## Kritik
„Bescheidene Mischung aus seichtem Klamauk, Vorschul-Ethnologie und ein paar hübschen Tieraufnahmen.“

TV Wunschliste sprach von einer „musikalisch-überdrehte[n] Komödie“, die „ohne ernste oder verletzende Absichten allen Afrika-Klischees frön[e].“
Die Kritik der Redaktion von Cinema war negativ verhalten: „Olle Kalauer mit Peter Alexander, der sich als Nachfahre des Lügenbarons durch Afrika albert.“